# Jerzy Madeyski (historyk sztuki)
Jerzy Tomasz Madeyski (ur. 15 października 1931 we Lwowie, zm. 1 grudnia 2005 w Krakowie) – polski historyk sztuki, polihistor, erudyta, literat, krytyk sztuki, scenarzysta i konsultant filmów dokumentalnych.

## Życiorys
Pochodził ze szlacheckiego rodu Madeyskich herbu Poraj. Wykładowca historii sztuki w katedrze scenografii na Wydziale Malarstwa krakowskiej ASP. Jego teksty, recenzje z wystaw regularnie ukazywały się w "Życiu Literackim". W roku 2013 ukazała się książka Felietony o sztuce (Małe Wydawnictwo, Kraków 2013), zawierające publikowane na łamach prasy krakowskiej, głównie Dziennika Polskiego. Pochowany na cmentarzu Rakowickim (kwatera XXXVI rząd 13).